# NGC 4709
NGC 4709 (również PGC 43423) – galaktyka eliptyczna (E1), znajdująca się w gwiazdozbiorze Centaura. Została odkryta 7 maja 1826 roku przez Jamesa Dunlopa.